# اشتاینفورت، لوکزامبورگ
اشتاینفورت (به لوکزامبورگی: Stengefort) یک شهرداری در استان کاپلن کشور لوکزامبورگ است که ۱۲٫۱۶ کیلومترمربع مساحت دارد و جمعیت آن در سال ۲۰۰۹ میلادی ۴۳۷۶ نفر بوده‌است.